# Rüeblitorte

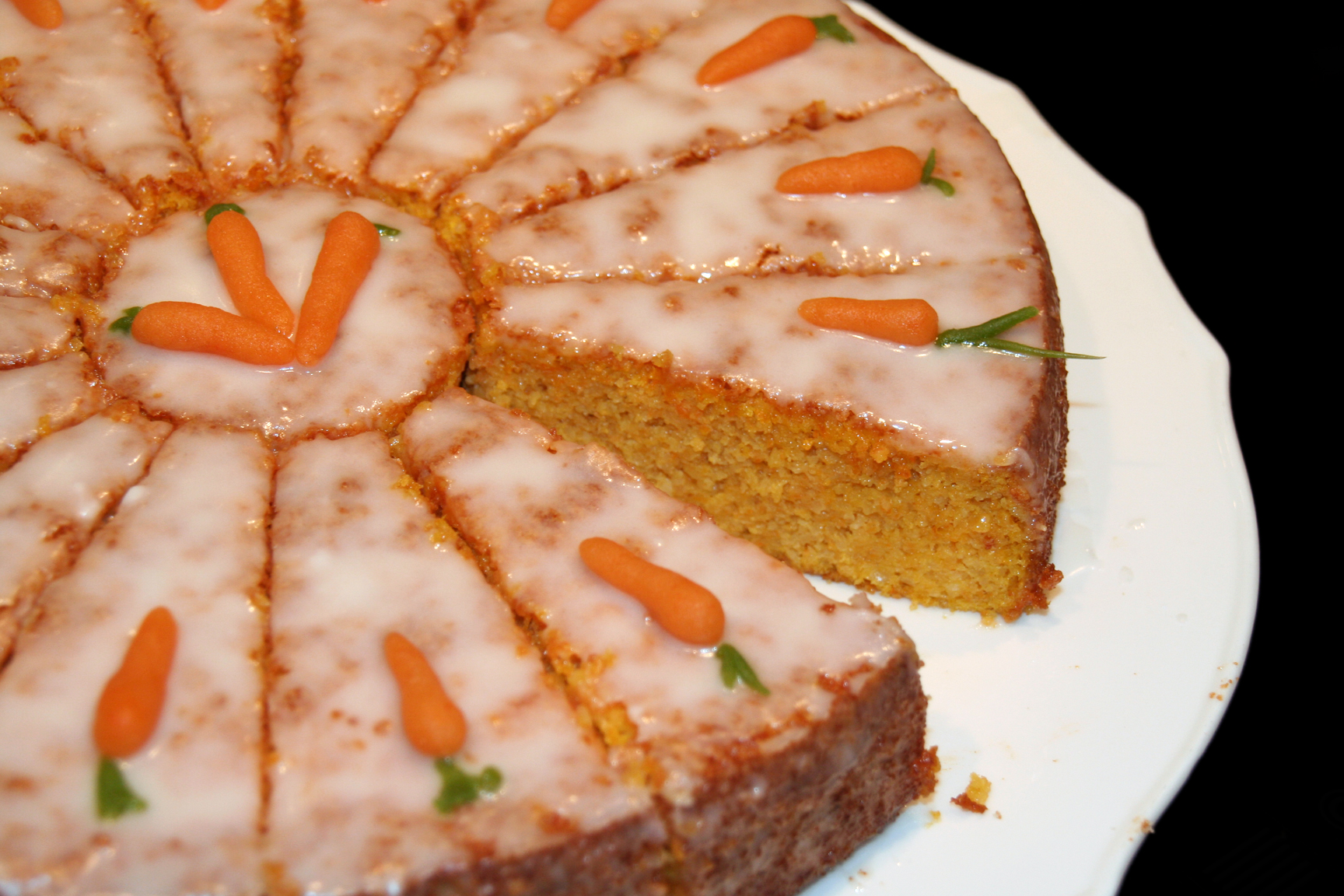
Rüeblitorte

Die Rüeblitorte (alemannisch Rüebli für „Karotte“, „Möhre“, deutsch Karottentorte, rätoromanisch turta da carottas) ist eine Schweizer Kuchenspezialität aus dem Aargau. Sie besteht aus einer Biskuitmasse mit Karotten und Nüssen.

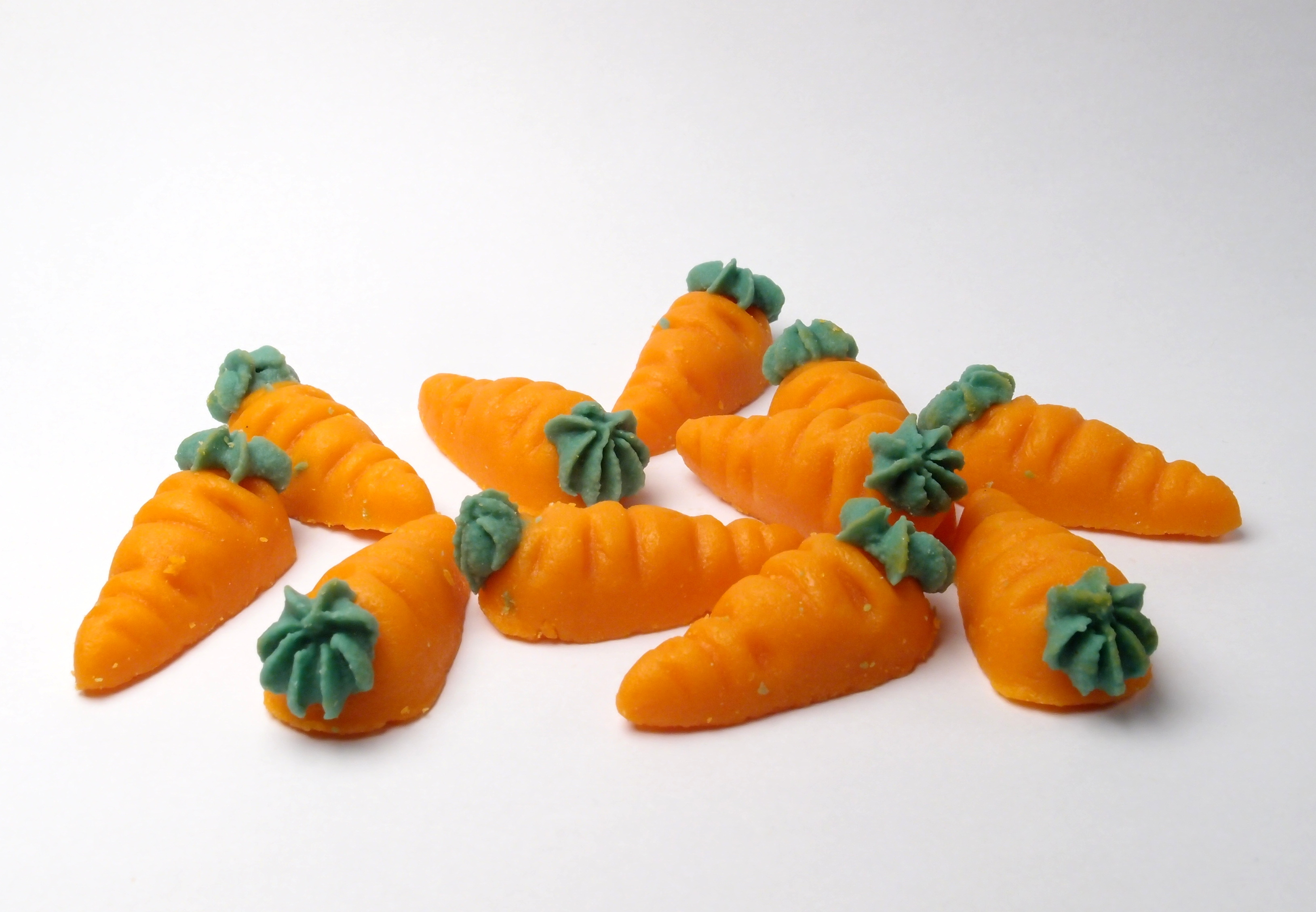
Fertig erhältliche Marzipankarotten zur Dekoration

Zur Zubereitung werden zuerst Eigelb, Zucker und weitere Zutaten wie zum Beispiel Kirschwasser schaumig geschlagen und mit etwas Mehl und Backpulver, geraffelten Karotten sowie geriebenen Haselnüssen oder Mandeln vermischt und schliesslich Eischnee untergehoben. Die Masse wird in einer Tortenform gebacken und mit Aprikosenmarmelade und Wasserglasur oder Puderzucker überzogen. Die übliche Dekoration sind kleine Karotten aus gefärbtem Marzipan und gehackte Haselnüsse oder Mandeln um den Rand. Vorgefertigte Marzipankarotten sind zu diesem Zweck im Backsortiment des Lebensmittelhandels erhältlich. Rüeblitorte sollte vor dem Verzehr einen Tag ruhen, um den Geschmack zu verbessern und durchzuziehen, dann ist sie angenehm saftig im Biss. Sie hält sich gekühlt mehrere Tage.
Karottenkuchen sind in ähnlicher Form auch ausserhalb der Schweiz bekannt und beliebt, insbesondere in Grossbritannien und den Vereinigten Staaten, in den Niederlanden gibt es die Worteltaart, zu der neben Karotten noch weitere Früchte und Zimt zugefügt werden, statt Mandeln aber Walnüsse genommen werden.